# Friedrich Munter
Friedrich Julius Munter (* 15. April 1881 in Riga, Livland; † 2. Juni 1939 in München) war ein deutscher Dirigent, Musikwissenschaftler und Komponist.

## Leben
Er war der Sohn des Kaufmanns Gotthard Wilhelm Munter und der Sophie Querfeld von der Seedeck. Munter besuchte zunächst die Realschule in Riga und studierte anschließend – wohl nach des Vaters Wunsch – von 1896 bis 1900 Handelswissenschaften am Polytechnikum Riga, das er mit dem Diplom abschloss. Doch 1900 ging er nach München, um bei Ludwig Thuille, dessen Biografie er 1923 veröffentlichte, Komposition zu studieren, Klavier bei den Pianisten Heinrich Schwartz und Berthold Kellermann sowie später Musikwissenschaft bei Adolf Sandberger. Er verdiente sich sein Geld als Solorepetitor unter Hermann Zumpe und Felix Mottl am Münchner Hoftheater und 1904 bei den Bayreuther Festspielen. Zeitweilig arbeitete er auch als Musiklehrer in Berlin und London.
Ab 1904 wirkte er als Theater- und Konzertdirigent in Elberfeld, wechselte 1905 für drei Jahre nach Erfurt, 1908 für wieder drei Jahre nach Colmar (Elsass) und erhielt danach von 1910 bis 1914 ein Engagement in Freiburg im Breisgau, wo er 1912/1913 bei Richard Wagners Der Ring des Nibelungen die musikalische Leitung hatte.
Nach Ende des Ersten Weltkrieges dirigierte Munter im bayerischen Staatsbad Bad Kissingen die Abendkonzerte des Kurorchesters im gerade 1913 eröffneten Regentenbau. Damals bestand das dortige Kurorchester aus Musikern des inzwischen zum Orchester des Münchener Konzertvereins umbenannten Kaim-Orchesters. Mit Munter hielt die zeitgenössische Musik Einzug in Bad Kissingen. Die größten Stars der klassischen Musikszene – ob als Komponist, Dirigent oder Sänger – kamen zu Gastspielen. Das Bad Kissinger Kurorchester galt damals als das beste Deutschlands.
Zeitgleich setzte Munter in München sein musikwissenschaftliches Studium fort und wurde dort 1921 mit seiner Dissertation Ignaz von Beecke (1733-1803) und seine Instrumentalkompositionen zum Dr. phil. promoviert. Seit 1923 war er Leiter der Volkssymphoniekonzerte des inzwischen in Orchester des Münchener Konzertvereins umbenannten Kaim-Orchesters.
Munter wurde auch als Musikschriftsteller und Verfasser musikwissenschaftlicher Aufsätze bekannt.
Munter blieb unverheiratet. Sein Neffe Wilhelm Munter (1898–1967, Sohn seines Bruders Nikolaus) war von 1936 bis zur Okkupation des Baltikums durch die Sowjetunion (1940) Außenminister der Republik Lettland.

## Veröffentlichungen
- Der Tod des Kaisers. Musikalische Tragödie in einem Akt. Dichtung und Musik von Adolf Sandberger. Vorspiel. Klavierauszug zu 4 Händen von Friedrich Munter, Alfred Schmid Nachf. (Unico Hensel) Friedrich Hofmeister, Leipzig 1933.
- Ignaz von Beecke (1733-1803) und seine Instrumentalkompositionen. Dissertation. In: Zeitschrift für Musikwissenschaft. Band 4 (1921/22), S. 586–603.
- Ludwig Thuille. Ein erster Versuch. Drei Masken Verlag, München 1923.
- Volkssymphoniekonzerte. In: Josef Ludwig Fischer, Ludwig Lade (Hrsg.): Deutsche Musikpflege. Verlag des Bühnenvolksbundes, Frankfurt am Main 1925.
- Beethoven-Programme, ein Beitrag zur Ästhetik des Konzert-Programmes. In: Neues Beethoven-Jahrbuch. Verlag W. Crüwell, Band 3/1926 (1927), S. 114–124.
- Beethovens Bearbeitungen eigener Werke. In: Neues Beethoven-Jahrbuch. Verlag W. Crüwell, Band 6/1935 (1936), S. 159–173.
- Hans von Bülow und Beethoven. In: Neues Beethoven-Jahrbuch. Verlag W. Crüwell, Band 7 (1937), S. 131–154.
- Eine zweifelhafte Stelle in Beethovens 7. Symphonie. In: Neues Beethoven-Jahrbuch. Verlag W. Crüwell, Band 8 (1938), S. 173–177.
- Zu Felix Weingartners Beethoven-Bearbeitungen. In: Neues Beethoven-Jahrbuch. Verlag W. Crüwell, Band 8 (1938), S. 178–183.